# アイダ・メアリー・バリー・ライアン
アイダ・メアリー・バリー・ライアン（1854年12月21日 - 1917年10月17日、英語：Ida Mary Barry Ryan）は、アメリカ人の慈善家である。建築活動や寄付活動だけでなく100軒以上の教会、礼拝堂、病院、および様々な慈善事業を支援しており、それらのために300万米国ドル以上の資金を提供した。

## 若年期
1854年12月21日、アメリカ合衆国のメリーランド州ボルチモアで生まれる。父親は著名な小売商かつバルチモアと西インド諸島との間を定期的に往復する商船の所有者のジョン・スミス・バリー船長（1829年-1872年）である 。バリー船長はバージニア州アレクサンドリア出身の大陸軍大佐であるデニス・ラムゼー大佐の娘のアメリアと結婚した。母親はロザリー・（ヒーランド）・バリー（1832年-1905年）である。アイダには10人の兄弟姉妹がいた。以下に記す。
- ベンジャミン・ヒーランド・バリー（1849年-1850年）
- ロバート・バリー（1851年-1854年）
- ジョン・S・バリー（1853年-1854年）
- アナ・ヒーランド・バリー（1857年-1857年）
- ロザリー・C・バリー（1859年-没年不明）
- ジョン・S・バリー（1861年-1862年）
- アメリア・R・バリー（1862年-1863年）
- ヘンリー・A・バリー（1863年-1892年）
- J・バードウェル・バリー（1866年-1867年）
- ジョセフ・アレン・バリー（1869年-1939年）

## 経歴
1873年11月25日に金融業者のトーマス・フォーチュン・ライアンと結婚した。夫妻は特にバージニア州の教会の慈善団体や慈善事業のために多額の寄付を行った。2人はバージニア州リッチモンドの聖心大聖堂の内観を手がけた。その資金として夫のトーマス・フォーチュン・ライアンから50万米国ドルが市に提供されたとされる。聖心教会、ワシントン病棟、聖心カテドラル学校リッチモンド校や、バージニア州フォールズチャーチに教会と修道院を建てたりもした。バージニア州のホットスプリングスやハリスバーグ、ウェストバージニア州カイザーの教会やニューヨーク州ロックランド郡サファーンのチャペルにも寄付を行った。サファーンには2人の夏の別荘があり、ワシントンD.C.のジョージタウンにあるジョージタウン大学に対してライアン寮とウィングを同時に提供した。彼女はニューヨーク市の慈善団体であるシスターズ・オブ・チャリティー（Sisters of Charity）のために病院別館を建てた。

## 私生活と遺産

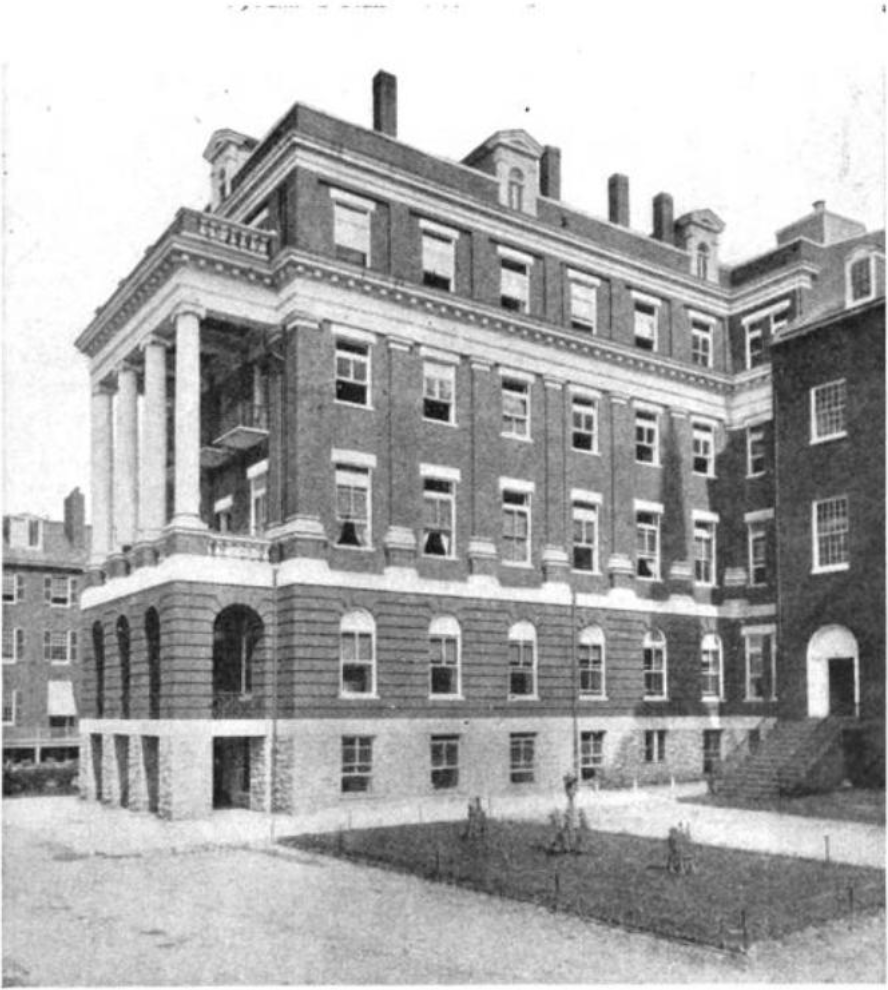
ジョージタウン大学開校後のアイダ・ライアン寮（1903年-1907年）

ライアン夫妻には8人の子供がいた。以下に記す。
- ジョン・バリー・ライアン・ジュニア（1874年-1942年）
- トーマス・フォーチュン・ライアン・ジュニア（1876年-1882年）
- ウィリアム・キーン・ライアン（1878年-1906年）
- アラン・アロイジアス・ライアン・シニア（1880年-1940年）
- クレデニン・ジェームス・ライアン・シニア（1882年-1939年）
- メアリー・ロレッタ・ライアン（1884年-1889年）
- ジェームス・ジョセフ・ライアン（1890年-1920年）
- メリー・ライアン（1892年-没年不明）

1915年には夫妻でカリフォルニア州を訪れた。
1917年10月17日、サファーンにある自宅で突然病気に陥った後に心臓疾患のため没した 。遺骸はセント・アンドリュー・オン・ハドソン修道院に埋葬された。

## 栄誉
彼女の慈善事業に対して、ローマ教皇ピウス10世より大聖グレゴリウス勲章を授与された他、伯爵夫人の栄誉を与えられた。